# Джерма

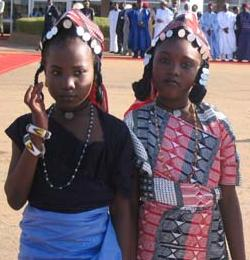
Дівчатка-джерма в традиційному одязі

Джерма (зарма, зерма) - етнічна група (підгрупа, що відноситься до етносу сонгаї), яка проживає в Буркіна-Фасо в Джибо, Аїрбінда і Дорі (Djibo, Airbinda,
Dori) та в Нігері в області Досо. Невеликі за чисельністю групи живуть на північному заході Нігерії, півночі Гани та в Кот-д'Івуарі. Джерма становить більшість населення Ніамея. Розмовляють мовою зарма.

## Традиційна культура

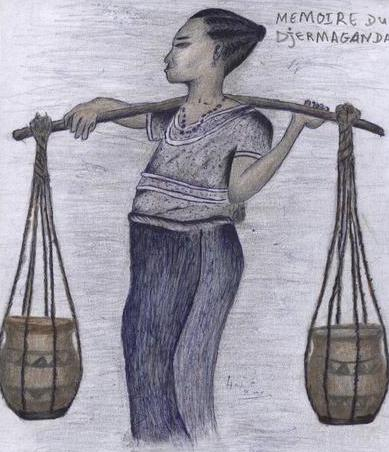
тагале - система перенесення важких об'єктів у жінок-джерма.

Традиційним заняттям є землеробство.
Джерма сповідують іслам малікійської течії.

## Підгрупи
Джерма розділені кілька груп, за принципом кланового спорідненості:  калле, голле, кадо, куртей та логас.

## Історія
Початковою територією проживання джерма була область навколо озера Дебуа в Малі, звідки під час існування Сонгайської імперії вони розселилися в інші області. В XVIII столітті джерма розселилися в на території південного сходу Нігеру, де їх почали тіснити сусідні народи (туареги на півночі і фульбе на півдні). Голова клану тагурі джермакой (титул) Абубакар заснував Досо близько 1750 р 1820-х рр. Досо зуміло відбити експансію Сокото. Однак пізніше (1849-1856 рр.) опинилося в данинній залежності від еміра Гандо. У цей період більшість населення було ісламізовано.
Розквіту Досо досягло при джермакої Косс (1856-1865)
В XIX столітті джерма активно заселяли нові області в Західній Африці, проте французька експансія зупинила їх в нинішних кордонах. У колоніальний період французи налагодили контакт першими з народів Нігеру. Джерма сприяли французам в придушенні повстань.